# رضية (اسم)
رَضِّيَّةٌ وتلفظ أحيانًا رَاْضِيَةٌ، هو اسم علم ولقب مؤنث من أصل عربي، ومعناه الراضية القنوعة والموافقة بالمكتوب والمقسوم لها من الله .

## شخصيات تحمل الاسم

### لقب
- راضية من ألقاب السيدة فاطمة الزهراء.
- رضية من ألقاب فاطمة بنت موسى الكاظم.
- رضية من ألقاب السيدة عائشة بنت علي الرضا.[3]

### اسم رضية
- رضية سلطانة.
- رضية المتوكل.
- رضية إحسان الله.

### اسم راضية
- راضية سلطان.
- راضية النصراوي.
- راضية الحداد.
- راضية سلطانة (محامية).
- راضية بنت الحسين.
- راضية بوعبان.